# Marc'Antonio e Cleopatra
Marc'Antonio e Cleopatra é uma serenata em duas partes de autoria do compositor alemão Johann Adolf Hasse (1699-1783). O libreto era do poeta e empresário Francesco Ricciardi. Composta durante a estada do compositor em Nápoles, estreou nesta cidade em 1725 contando com a atuação de Farinelli (1705-1782) no papel de Cleópatra e da contralto Vittoria Tesi (1700-1775) como Marco Antonio. Essa inversão do que se seria hoje o arranjo natural dos papeis era muito comum no período barroco e enfatizava a artificialidade da representação lírica. O realismo teatral ainda não estava em voga.
Segundo conta em suas memórias o compositor e flautista alemão Johann Joachim Quantz (1697-1773), que conheceu Hasse nessa época, foi graças ao sucesso de Marc'Antonio e Cleopatra que a corte de Nápoles se encantou com sua obra. Por conta disso, estreava em 13 de maio de 1726 Sesostrate, a primeira ópera de Hasse escrita especialmente para aquela cidade.

## Discografia
Apesar da popularidade da serenata durante a vida de Hasse, só recentemente a obra foi resgatada e lançada uma versão completa. O CD do selo Arkiv foi lançado em 2010 e conta com a meso-soprano Jamie Barton no papel de Marco Antonio e com a sopramo Ava Pine como Cleópatra. Matthew Dirst rege o conjunto Ars Lyrica, de Houston.